# Imperial (bier)
Imperial is een biermerk uit Costa Rica, geproduceerd door de Florida Ice & Farm Company. Imperial werd eerst, vanaf 1924, gemaakt door de Ortega-brouwerij, tot die in 1958 werd overgenomen door de Florida Ice & Farm Company. Het lagerbier wordt, samen met de merken Pilsen en Rock Ice, tegenwoordig het meest gedronken in Costa Rica. 

## Beschrijving
Het logo, een typisch Costa Ricaans beeldmerk, werd ontworpen door Enrique Hangen, die in die tijd de eigenaar was van het reclamebureau "Casa Grafica". Het merk "Imperial" is onder bewoners van Costa Rica ook bekend onder de namen "Aquila" of "Aquilita", wat adelaar of kleine adelaar betekent; deze naam is een referentie naar het logo van Costa Rica, de adelaar. Het bier heeft een alcoholpercentage van 4.6% en de smaak is vergelijkbaar met die van een Dortmunder lager. 